# 재스민 리처즈
재스민 리처즈(Jasmine Richards, 1990년 6월 28일 ~ )는 캐나다의 배우이다.

## 출연 작품
- 픽처 데이 (2012)
- 캠프 락 2: 마지막 콘서트 (2010)
- 프린세스 (2008)
- 캠프 락 (2008)